# نئال‌باربیتال
نئال‌باربیتال (انگلیسی: Nealbarbital) یک مشتق باربیتورات با اثرات خواب‌آور و آرام‌بخش است.